# Clinuropsis
Clinuropsis là một chi ốc biển, là động vật thân mềm chân bụng sống ở biển trong họ Conidae.

## Các loài
Các loài thuộc chi Clinuropsis bao gồm:
- Clinuropsis dictyota (Sysoev, 1997)[2]